# Hetman Katowice
Klub Szachowy „HETMAN” Katowice – klub szachowy z Katowic, dziewięciokrotny Drużynowy Mistrz Polski w szachach (2007, 2008, 2010, 2013, 2015, 2016, 2017, 2018, 2019), sześciokrotny Drużynowy Wicemistrz Polski w szachach (2009, 2011, 2012, 2014, 2020, 2021).

## Informacje ogólne
- Pełna nazwa: Klub Szachowy „HETMAN” w Katowicach
- Rok założenia: 1975
- Adres: ul. gen. Hallera 28, 40-321 Katowice
- Prezes: Łukasz Turlej

## Historia
Klub został powołany w 1975 jako jedna z sekcji Domu Kultury w Szopienicach (dzielnica Katowic). Założycielami klubu byli: Klimczok Krystian, Ciesielski Henryk, Kaczmarczyk Alojzy, Ottenburger Piotr. Od początku lat 90. XX wieku HetMaN Szopienice awansował kolejno do klasy A i Ligi Śląskiej, w 1995 roku (po zdobyciu tytułu Drużynowego Mistrza Śląska) awansował do II ligi państwowej. Zarząd Polskiego Związku Szachowego w 2003 roku dopuścił klub do rozgrywek I ligi Drużynowych Mistrzostw Polski.
W 2013 roku klub zmienił nazwę z Klub Szachowy "HetMaN Szopienice" w Katowicach na Klub Szachowy "HETMAN"  w Katowicach. W 2015 roku klub został odznaczony złotą Odznaką honorową Za Zasługi dla Województwa Śląskiego.

## Wybrane sukcesy drużynowe i indywidualne
- 2021 – Drużynowy Wicemistrz Polski Seniorów[1]
- 2020 – Drużynowy Wicemistrz Polski Seniorów
- 2020 – sukcesy juniorów: Paweł Brzezina Wicemistrzem Polski do lat 7; Jeremi Wesołowski brązowym medalistą w Mistrzostwach Polski do lat 10 w szachach szybkich; Patryk Cieślak – brązowym medalistą Mistrzostw Polski do lat 10 w szachach błyskawicznych
- 2019 – Drużynowy Mistrz Polski Seniorów
- 2018 – Drużynowy Mistrz Polski Seniorów
- 2018 – Drużynowy Mistrz Polski Juniorów
- 2017 – Drużynowy Mistrz Polski Seniorów
- 2017 – Drużynowy Mistrz Polski w grze błyskawicznej
- 2017 – Brązowy medal DMP Juniorów
- 2016 – Drużynowy Mistrz Polski Seniorów
- 2016 – Drużynowy Wicemistrz Polski Juniorów
- 2015 – Drużynowy Mistrz Polski Seniorów
- 2015 – Grzegorz Gajewski indywidualnym mistrzem Polski
- 2014 – Monika Soćko indywidualną mistrzynią Polski w szachach błyskawicznych
- 2014 – Drużynowy Wicemistrz Polski Seniorów
- 2014 – Drużynowy Wicemistrz Polski Juniorów
- 2014 – Łukasz Jarmuła wicemistrzem Polski juniorów do lat 16
- 2014 –  Drużynowy Wicemistrz Polski w szachach korespondencyjnych
- 2014 – Monika Soćko indywidualną mistrzynią Polski.
- 2014 –  Srebrny medal Grzegorza Gajewskiego w Mistrzostwach Polski w szachach
- 2013 –  Drużynowy Mistrz Polski Seniorów
- 2013 – Bartosz Soćko indywidualnym mistrzem Polski
- 2013 – Monika Soćko indywidualną mistrzynią Polski
- 2013 – Drużynowy Wicemistrz Polski w Szachach Błyskawicznych
- 2013 – awans do ekstraligi juniorów
- 2012 – zwycięstwo Bartosza Soćko w Pucharze Rosji
- 2012 – Drużynowy Wicemistrz Polski Seniorów
- 2012 – Brązowy medal Kamila Mitonia w Mistrzostwach Polski w szachach
- 2012 – Drużynowy Mistrz Polski w Szachach Korespondencyjnych
- 2012 – Drużynowy Mistrz Śląska Juniorów i Seniorów
- 2011 – Drużynowy Wicemistrz Polski Seniorów
- 2011 – Bartosz Soćko mistrzem Polski w szachach błyskawicznych
- 2011 – Drużynowy Wicemistrz Polski w Szachach Błyskawicznych
- 2011 – Drużynowy Mistrz Polski Kobiet w Szachach Błyskawicznych
- 2010 – Drużynowy Mistrz Polski Seniorów
- 2010 – Drużynowy Mistrz Polski Seniorów w szachach błyskawicznych
- 2010 – Bartłomiej Heberla mistrzem Polski w szachach błyskawicznych
- 2010 – Bartosz Soćko wicemistrzem Polski w szachach błyskawicznych
- 2010 – Awans Bartosza Soćko do Pucharu Świata
- 2010 – Brązowy medal Moniki Soćko w Mistrzostwach Europy Kobiet w szachach
- 2010 – Brązowy medal Jacka Gdańskiego w Mistrzostwach Polski w szachach
- 2009 – Drużynowy Wicemistrz Polski Seniorów
- 2009 – Drużynowy Mistrz Polski Seniorów w szachach błyskawicznych
- 2008 – Drużynowy Mistrz Polski Seniorów
- 2008 – Drużynowy Mistrz Polski Seniorów w szachach błyskawicznych
- 2007 – Drużynowy Mistrz Polski Seniorów
- 2007 – Drużynowy Mistrz Polski Seniorów w szachach błyskawicznych
- 2006 – V miejsce w Drużynowych Mistrzostwach Polski Seniorów
- 2005 – VII miejsce w Drużynowych Mistrzostwach Polski Seniorów
- 2005 – 4. miejsce w Pucharze Polski Juniorów
- 2005 – Mistrz Ligi Śląskiej Seniorów
- 2005 – Drużynowy Wicemistrz Śląska w grze błyskawicznej
- 2005 – Indywidualny Mistrz i Wicemistrz Śląska w grze błyskawicznej
- 2004 – Udział w rozgrywkach I Ligi – III miejsce, awans do Ekstraligi
- 2004 – Złoty Medal w Mistrzostwach Polski Kobiet do lat 20 w P'30
- 2003 – Złoty Medal w Mistrzostwach Polski Juniorów P'5
- 2003 – Drużynowy Wicemistrz Śląska w grze błyskawicznej
- 2002 – Brązowy Medal w Mistrzostwach Polski Juniorek do lat 18 w szachach szybkich P'30
- 2002 – III miejsce w Drużynowych Mistrzostwach Śląska w grze błyskawicznej
- 2001 – Drużynowy Wicemistrz Śląska w grze szybkiej P'15
- 2001 – Drużynowy Wicemistrz Śląska w grze błyskawicznej
- 2000 – Drużynowy Wicemistrz Śląska w grze błyskawicznej
- 1998 – IV miejsce w Drużynowych Mistrzostwach Polski w grze błyskawicznej
- 1996 – Drużynowy Mistrz Śląska w grze błyskawicznej
- 1996 – Awans do II Ligi
- 1995 – Drużynowy Mistrz Śląska
- 1980 – II miejsce w Rozgrywkach Drużynowych Wojewódzkiej Klasy „B” Grupy I
- 1976 – Mistrz Drużynowych Rozgrywek Szachowych Klasy „A”

## Mistrzowie klubu
- 2019 – Kamil Mitoń
- 2018 – Grzegorz Gajewski
- 2017 – Bartosz Soćko
- 2016 – Grzegorz Gajewski
- 2015 – David Navara
- 2014 – Kamil Mitoń
- 2013 – Bartosz Soćko
- 2012 – David Navara
- 2011 – Bartosz Soćko
- 2010 – Bartosz Soćko
- 2009 – Kamil Mitoń
- 2008 – Kamil Mitoń
- 2007 – Bartłomiej Heberla
- 2006 – Bartłomiej Heberla
- 2005 – Jacek Bielczyk
- 2004 – Aleksander Hnydiuk
- 2003 – Aleksander Masternak
- 2002 – Wiesław Latka
- 2001 – Grzegorz Masternak

## Status Organizacji Pożytku Publicznego
Klub HetMaN Szopienice uzyskał postanowieniem sądu z 10 czerwca 2009 status Organizacji Pożytku Publicznego (KRS 0000059442).